# Orlando Smeekes
Orlando Smeekes (Amsterdam, 28 december 1981) is een voormalige Nederlandse voetballer. Hij speelde, als vleugelspits, voor Flevo Boys, SC Heerenveen, Telstar, Stormvogels Telstar, FC Volendam, TOP Oss, Helmond Sport, Go Ahead Eagles, Stuttgarter Kickers, FC Carl Zeiss Jena, voor het eerste en tweede elftal van SV Wehen Wiesbaden, het Zuid-Afrikaanse Maritzburg United, WKE en FC Den Bosch. Hij beëindigde zijn voetballoopbaan in 2016 bij OFC.
Sinds 2008 maakte Smeekes onderdeel uit van het Nederlands-Antilliaans voetbalelftal, waarmee hij zich niet wist te kwalificeren voor het WK 2010 in Zuid-Afrika. En in 2011 werd hij opgeroepen voor het Curaçaos voetbalelftal.
In 2019 maakte Smeekes de overstap naar het kickboksen.

## Statistieken
| Seizoen                   | Club                | Land        | Competitie            | Wed. | Goals |
| ------------------------- | ------------------- | ----------- | --------------------- | ---- | ----- |
| 2000/01                   | Telstar             | Nederland   | Eerste divisie        | 15   | 0     |
| 2001/02                   | Stormvogels Telstar | Nederland   | Eerste divisie        | 15   | 5     |
| 2002/03                   | Stormvogels Telstar | Nederland   | Eerste divisie        | 5    | 0     |
| 2003/04                   | FC Volendam         | Nederland   | Eredivisie            | 2    | 0     |
| 2004/05                   | TOP Oss             | Nederland   | Eerste divisie        | 26   | 2     |
| 2005/06                   | Helmond Sport       | Nederland   | Eerste divisie        | 32   | 6     |
| 2006/07                   | Helmond Sport       | Nederland   | Eerste divisie        | 16   | 3     |
| 2007/08                   | Go Ahead Eagles     | Nederland   | Eerste divisie        | 28   | 7     |
| 2008/09                   | Stuttgarter Kickers | Duitsland   | 3. Liga               | 29   | 4     |
| 2009/10                   | FC Carl Zeiss Jena  | Duitsland   | 3. Liga               | 36   | 17    |
| 2010/11                   | FC Carl Zeiss Jena  | Duitsland   | 3. Liga               | 30   | 3     |
| 2011/12                   | SV Wehen Wiesbaden  | Duitsland   | 3. Liga               | 15   | 0     |
| 2012/13                   | Maritzburg United   | Zuid-Afrika | Premier Soccer League | 16   | 7     |
| 2013/14                   | Maritzburg United   | Zuid-Afrika | Premier Soccer League | 19   | 3     |
| 2014/15                   | WKE                 | Nederland   | Topklasse             | 19   | 2     |
| 2015/16                   | FC Den Bosch        | Nederland   | Eerste divisie        | 6    | 0     |
| Totaal                    | Totaal              | Totaal      | Totaal                | 309  | 59    |
| Bijgewerkt t/m 7 mei 2016 |                     |             |                       |      |       |